# Decimal exacte
Un nombre decimal és exacte quan té una sèrie finita de xifres decimals. Tot nombre decimal exacte es pot escriure com un una fracció i, per tant, pertany al conjunt dels nombres racionals. La fracció que representa un nombre decimal (racional) s'anomena fracció generatriu. Un nombre decimal no exacte pot ser un decimal periòdic pur, un decimal periòdic mixt o un decimal irracional.
Exemples
- 1,25 és un nombre decimal exacte i la seva fracció generatriu és {\displaystyle {\tfrac {5}{4}}}.
- 0,3333... no és exacte i la seva fracció generatriu és {\displaystyle {\tfrac {1}{3}}}.
- el nombre pi, {\displaystyle \pi }, és un nombre decimal no exacte perquè té infinites xifres decimals (és irracional): 3,1415926... A més, com que és irracional, no admet fracció generatriu.[6]

## Fracció generatriu
Per veure els passos per obtenir la fracció generatriu d'un nombre decimal exacte vegeu l'article fracció generatriu.